# Parafia Matki Bożej Królowej Aniołów w Warszawie
Parafia Matki Bożej Królowej Aniołów w Warszawie – parafia rzymskokatolicka należąca do dekanatu jelonkowskiego, archidiecezji warszawskiej, metropolii warszawskiej Kościoła katolickiego, w Warszawie. Obsługiwana przez księży michalitów.

## Historia parafii
W 1981 roku arcybiskup Józef Glemp, mianował ks. Józefa Żaka, michalitę wikariuszem parafii św. Józefa na Kole i polecił mu organizowanie ośrodka duszpasterskiego na Bemowie Lotnisku. 1 marca 1988 roku kardynał Józef Glemp specjalnym dekretem erygował parafię.
26 maja 2013 parafia obchodziła 25 lecie powstania. Podczas uroczystej mszy świętej pod przewodnictwem kard. Kazimierza Nycza zostały poświęcone figury w głównej ścianie ołtarzowej autorstwa profesora Wincentego Kućmy. Nastąpiło również odsłonięcie tablicy poświęconej ks. Leopoldowi Sotkiewiczowi, proboszczowi parafii św. Józefa na Kole, dzięki któremu została wyodrębniona nowa parafia.

### Kaplice (tymczasowe)
W dniu 5 września 1982 na placu przeznaczonym pod kościół stanął krzyż i barak pełniący rolę prowizorycznej kaplicy, w której pierwszą mszę św. odprawił bp Jerzy Modzelewski. W grudniu 1983 roku powstała kaplica umożliwiająca prowadzenie nabożeństw pod dachem, która dotrwała do roku 1998. 

### Kościół parafialny
Prace budowlane przy budowie kościoła rozpoczęto w roku 1984. 

## Duszpasterstwo
Od 2013 w parafii Matki Bożej Królowej Aniołów działa chór parafialny o nazwie: Liturgiczna Schola Dorosłych.